# Vicentini (cognome)
Vicentini è un cognome di lingua italiana.

## Varianti
Vicenti, Vicentin, Vicentino, Vicenza, Vicenzi, Vicenzo, Visentin, Visentini, Visintin, Visintini.

## Origine e diffusione
Cognome tipicamente centro-settentrionale, è presente prevalentemente nel veronese.
Potrebbe derivare dal toponimo Vicenza.
In Italia conta circa 2120 presenze.
La variante Vicenti è barese; Vicenzi è trentino, mantovano e modenese; Vicentin è vicentino; Visentin è tipicamente trevigiano; Visintini è del Friuli-Venezia Giulia; Visentini è tipico del basso Veneto, con presenze anche a Mantova e Ferrara; Visintin è tipicamente triestino e goriziano; Vicentino, Vicenza e Vicenzo sono rarissimi.

## Persone
- Augusto Antonio Vicentini – arcivescovo cattolico italiano
- Bonaventura Vicentini – politico italiano
- Eugenio Vicentini – aviatore e partigiano italiano